# Recques-sur-Hem
Recques-sur-Hem település Franciaországban, Pas-de-Calais megyében. Lakosainak száma 671 fő (2022. január 1.). Recques-sur-Hem Polincove, Muncq-Nieurlet, Nordausques, Zouafques és Zutkerque községekkel határos.

## Népesség
A település népessége az elmúlt években az alábbi módon változott:
| Lakosok száma | 614  | 613  | 636  | 631  | 640  | 644  | 655  | 668  | 671  |
|               | 2013 | 2015 | 2016 | 2017 | 2018 | 2019 | 2020 | 2021 | 2022 |